# Orkiestra z Marsa
Orkiestra z Marsa (cz. Hudba z Marsu) – czechosłowacka komedia musicalowa z roku 1955 w reżyserii Jána Kadára i Elmara Klosa. 

## Obsada
- Jaroslav Marvan jako stolarz Václav Rehák
- Josef Bek jako dyrygent Honza Toman
- Oldřich Nový jako kompozytor Jiří Karas
- Otomar Krejča jako wiceminister Nechleba
- Bohus Záhorský jako dyrektor wytwórni mebli
- Jaroslav Vojta jako przewodniczący
- Lubomír Lipský jako referent Holoubek
- Eman Fiala jako flecista Bedřich Březina
- Josef Hlinomaz jako puzonista František Šimáček
- Stella Zázvorková jako żona Šimáčka
- Karel Effa jako muzyk Kulhánek
- Josef Kemr jako muzyk Veselý
- Václav Trégl jako doradca
- Jan Werich jako entuzjastyczny widz

## Źródła
- Strona filmu w bazie IMDb (ang.)
- Strona filmu w bazie Filmweb
- Strona filmu. w bazie ČSFD.cz. (cz.).
- Strona filmu w bazie Kinobox.cz (cz.)